# Battōdō

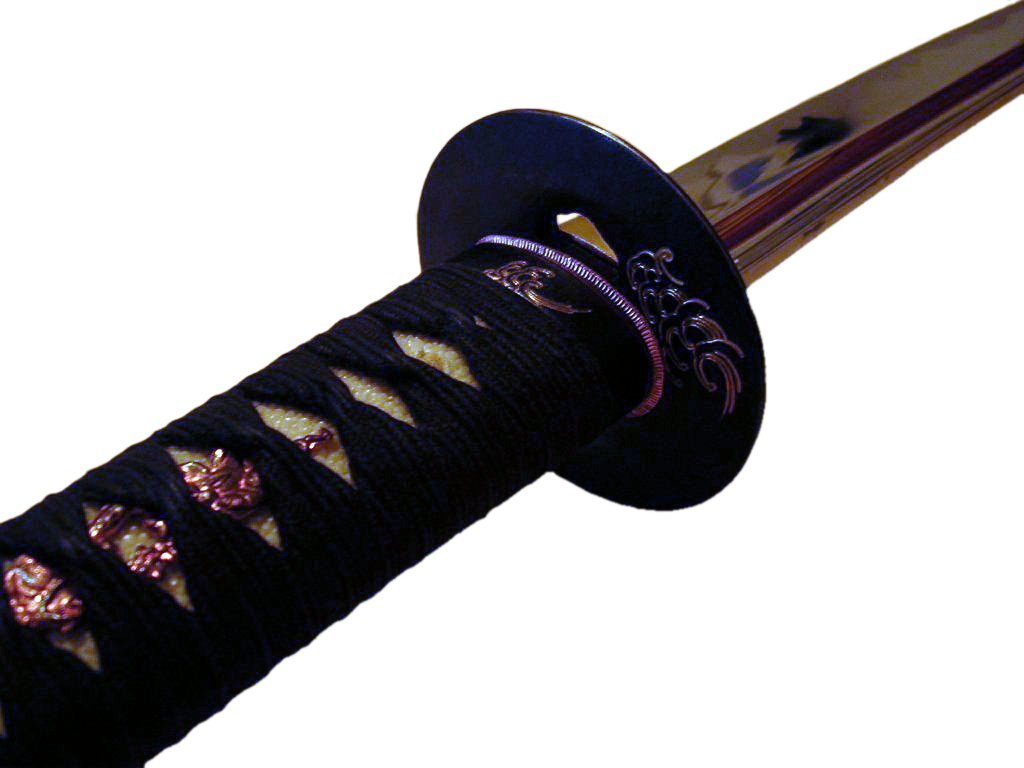
Une garde de katana, une tsuba.

Le battōdō (抜刀術, battōjutsu) est une discipline dans l'apprentissage du sabre japonais au même titre que le kenjutsu, le  kendo et l'iaidō. Il était enseigné dans les koryu (écoles anciennes). Certaines écoles perpétuent cet enseignement. Le battōdō est l'art de la coupe. L'entraînement au battōdō se fait sur des bottes de paille ou sur des roseaux tressés.

## Technique
Chaque kata s'appuie, pour commencer, sur une longue pratique, d'abord à deux sous-formes de kihon, puis seul dans le même esprit. Le seitei toho battodo se divise en quatre niveaux d'étude comprenant chacun cinq katas. Chacun d'eux correspond à une situation de combat particulière telle qu'on peut l'imaginer en iaidō ou kenjutsu. À partir de cette idée, il est impossible de scinder le seitei toho battodo d'autres disciplines complémentaires telles l'iaidō et le kenjutsu, apportant les connaissances à la pratique plus large de l'escrime japonaise traditionnelle. Le but n'est pas prioritairement de trancher. La coupe doit être la résultante d'un ensemble de facteurs et ne prend son sens que dans la globalité de la technique.

## Décomposition
Les trois premiers niveaux, shoden, niveau de base, chuden, niveau intermédiaire, okuden, niveau supérieur, se pratiquent seul face à une cible. Seul le dernier kata d'okuden requiert deux adversaires, et donc deux cibles. Le quatrième niveau, kumitachi, est la mise en confrontation de deux partenaires sur une même cible.